# 愛媛県立吉田高等学校
愛媛県立吉田高等学校（えひめけんりつよしだこうとうがっこう）は、愛媛県宇和島市にある公立高等学校。

## 特色
普通科と工業科が併設されている。

## 設置学科
全日制の課程
- 普通科
- 機械建築工学科（工業に関する学科）
- 電気電子科（工業に関する学科）

## 沿革
高等女学校
- 1917年（大正6年）3月 - 私立山下実科女学校が設置される。
- 1924年（大正13年）4月 - 山下高等女学校に改称。
- 1948年（昭和23年）4月 - 学制改革により山下高等学校となる。

旧制中学校
- 1923年（大正12年）4月 - 吉田町立吉田中学校（旧制）が設置される。
- 1938年（昭和13年）
  - 3月8日 - 吉田工業学校設立[1]。
  - 8月 - 愛媛県に移管され、愛媛県立吉田工業学校となる。

新制高等学校
- 1948年（昭和23年）4月 - 学制改革により愛媛県立吉田工業高等学校となる。造船学科新設（定員50人）。
- 1949年（昭和24年） - 愛媛県立吉田高等学校に改称する。
- 1950年（昭和25年） - 山下高等学校を統合し、現在の愛媛県立吉田高等学校となる。
- 1957年（昭和32年） - 造船学科廃止。

## 交通アクセス
- JR予讃線伊予吉田駅より徒歩17分

## 出身者
- 池田治 - 弁護士、参議院議員
- 道上伯 - 柔道家

## 関係者
- 明石虎雄 - 建築家。私立山下実科女学校の建築、設計、施工に携わった。